# Patrick Wolf
Patrick Wolf (* 30. června 1983 Londýn) je britský hudebník. Své první album nazvané Lycanthropy vydal v roce 2003 a do roku 2012 jich vydal dalších pět – na dlouhou dobu poslední nazvané Sundark and Riverlight vyšlo v říjnu 2012. Později se na dlouhou dobu odmlčel, vrátil se až v roce 2023 pětipísňovým EP The Night Safari. V roce 2025 vydal po třinácti letech nové řadové album Crying the Neck.
V roce 2013 odehrál turné jako člen doprovodné skupiny zpěvačky Patti Smith.

## Diskografie
- Lycanthropy (2003)
- Wind in the Wires (2005)
- The Magic Position (2007)
- The Bachelor (2009)
- Lupercalia (2011)
- Sundark and Riverlight (2012)
- Crying the Neck (2025)